# Kamienie z Hunnestad
Kamienie z Hunnestad (DR 282–286) – niezachowana grupa kamieni runicznych, znajdująca się dawniej w Hunnestad koło Ystad w Szwecji.
Kamienie pochodziły z przełomu X i XI wieku. Na początku XVII wieku wciąż stały na swoim miejscu. Wówczas oglądał je Ole Worm, który wykonał ich ryciny, opublikowane w 1643 roku w Monumenta Danica. Kamienie znajdowały się na terenie dóbr Erica Ruutha i zostały zniszczone pod koniec XVIII wieku podczas prac rolnych. Ich szczątki zostały odkopane w XIX wieku.
Na rysunku Worma widnieje osiem kamieni, z czego pięć ozdobione było rysunkami, a dwa dodatkowo inskrypcjami runicznymi. Przetrwały jedynie fragmenty trzech, przechowywane obecnie w muzeum historii kultury w Lund. Znajdują się na nich wizerunki niewielkiego krzyża, jadącej na wilku olbrzymki Hyrrokkin oraz ubranego w cudzoziemską szatę mężczyzny z toporem i dziwnym nakryciem głowy, którego tożsamości nie udało się jednoznacznie zinterpretować.
W grudniu 2020 roku podczas kładzenia rur kanalizacyjnych odkryto fragment czwartego kamienia.

## Zachowane fragmenty kamieni

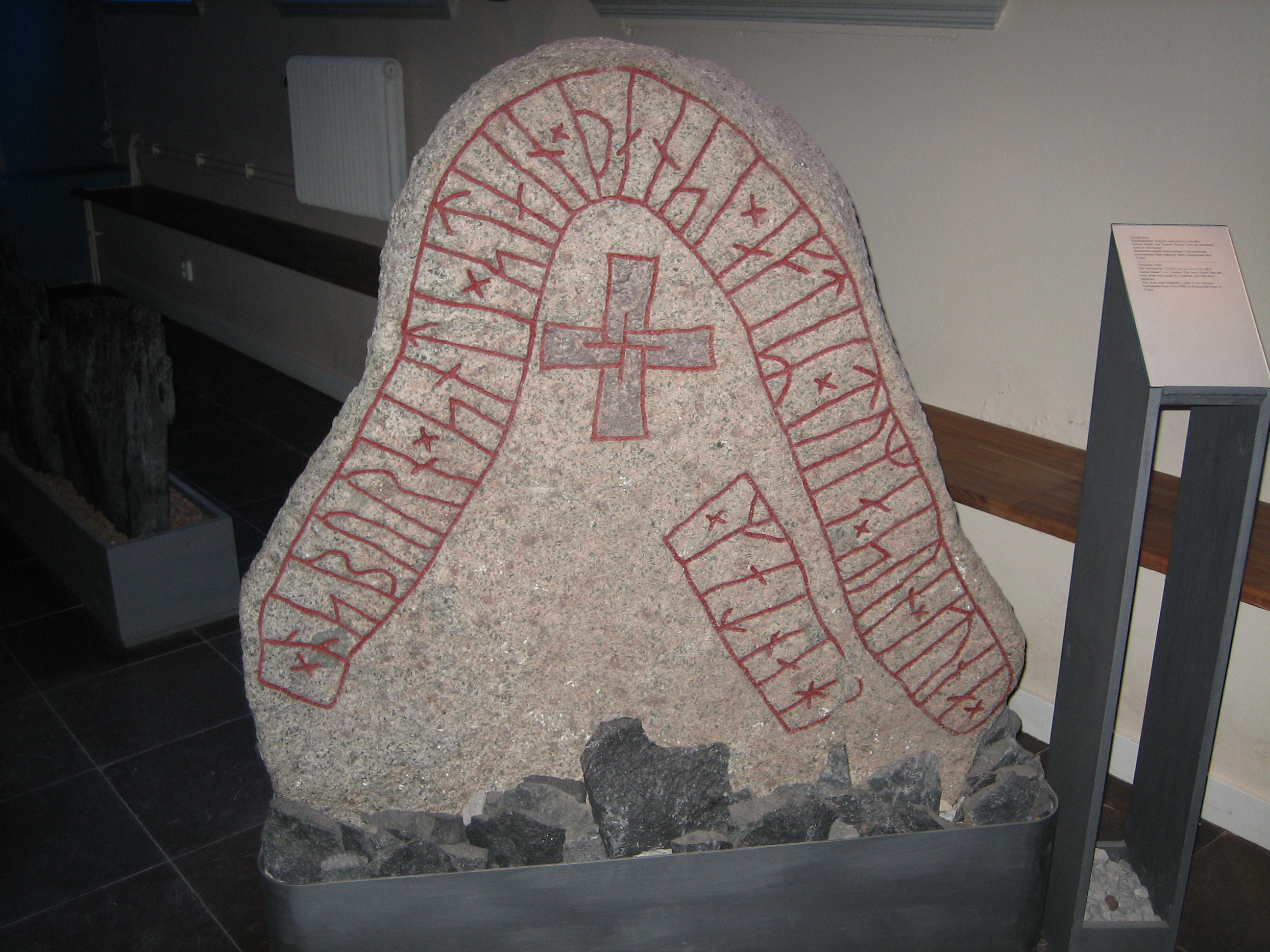
DR 282
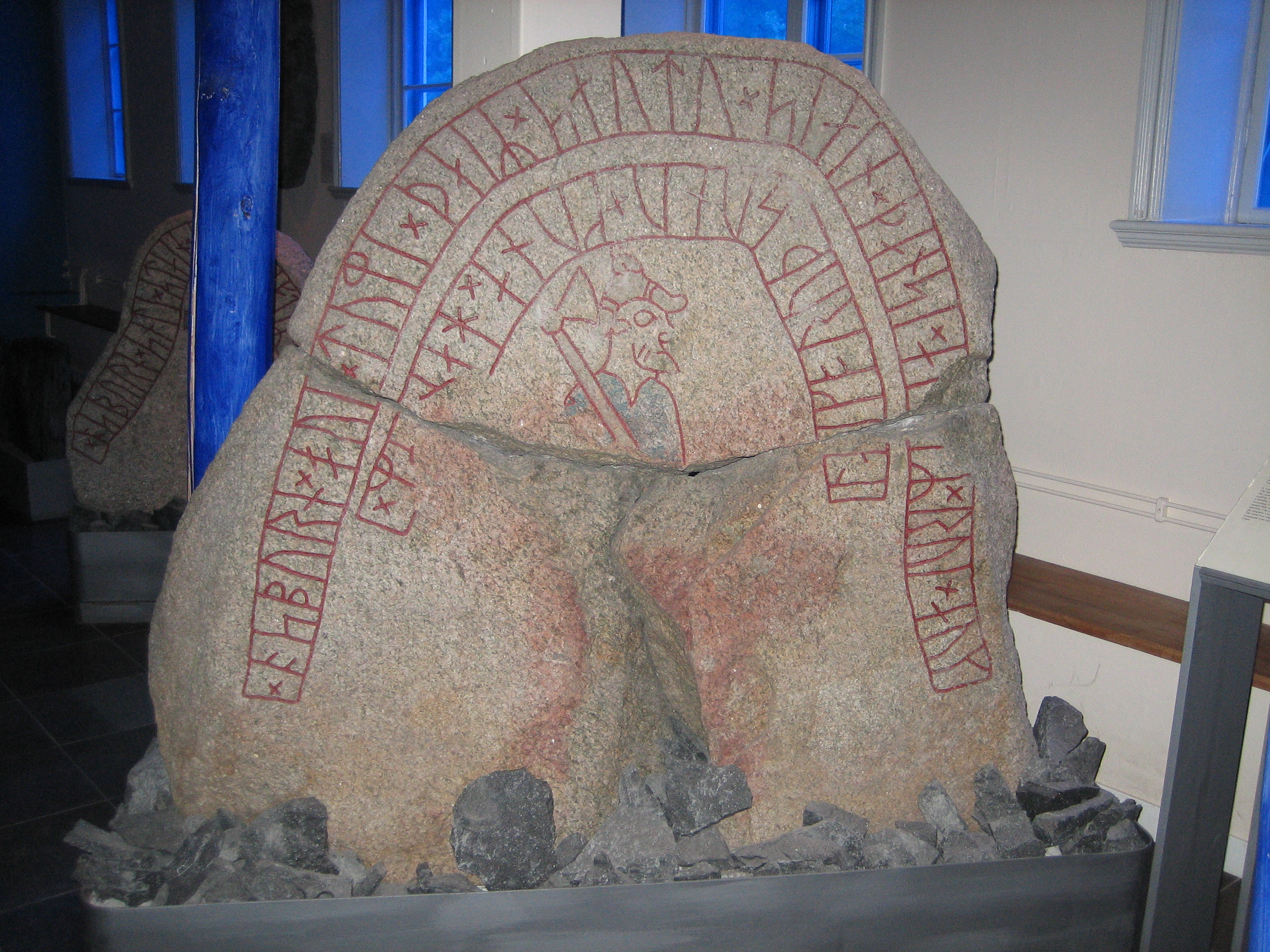
DR 283
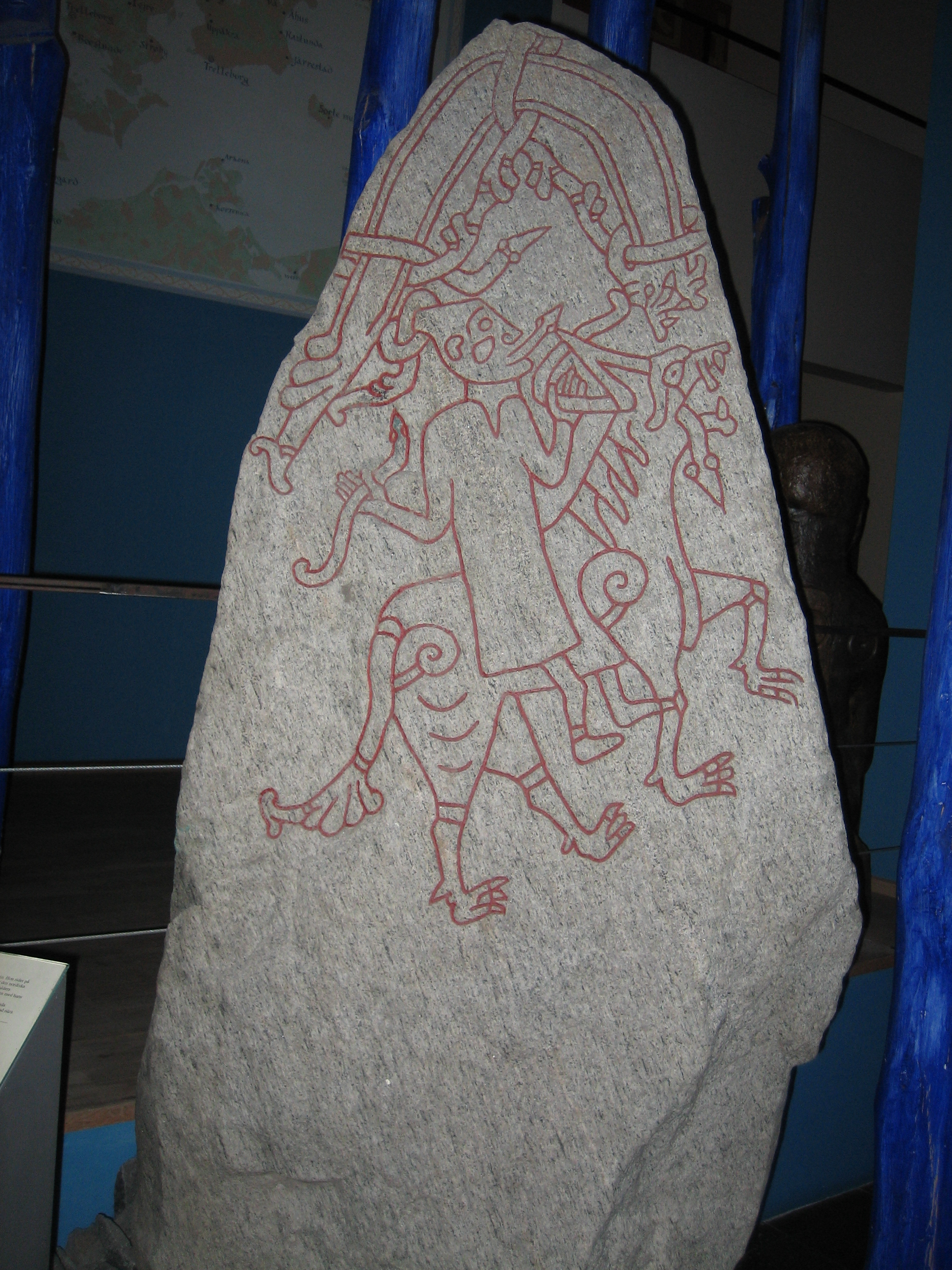
DR 284
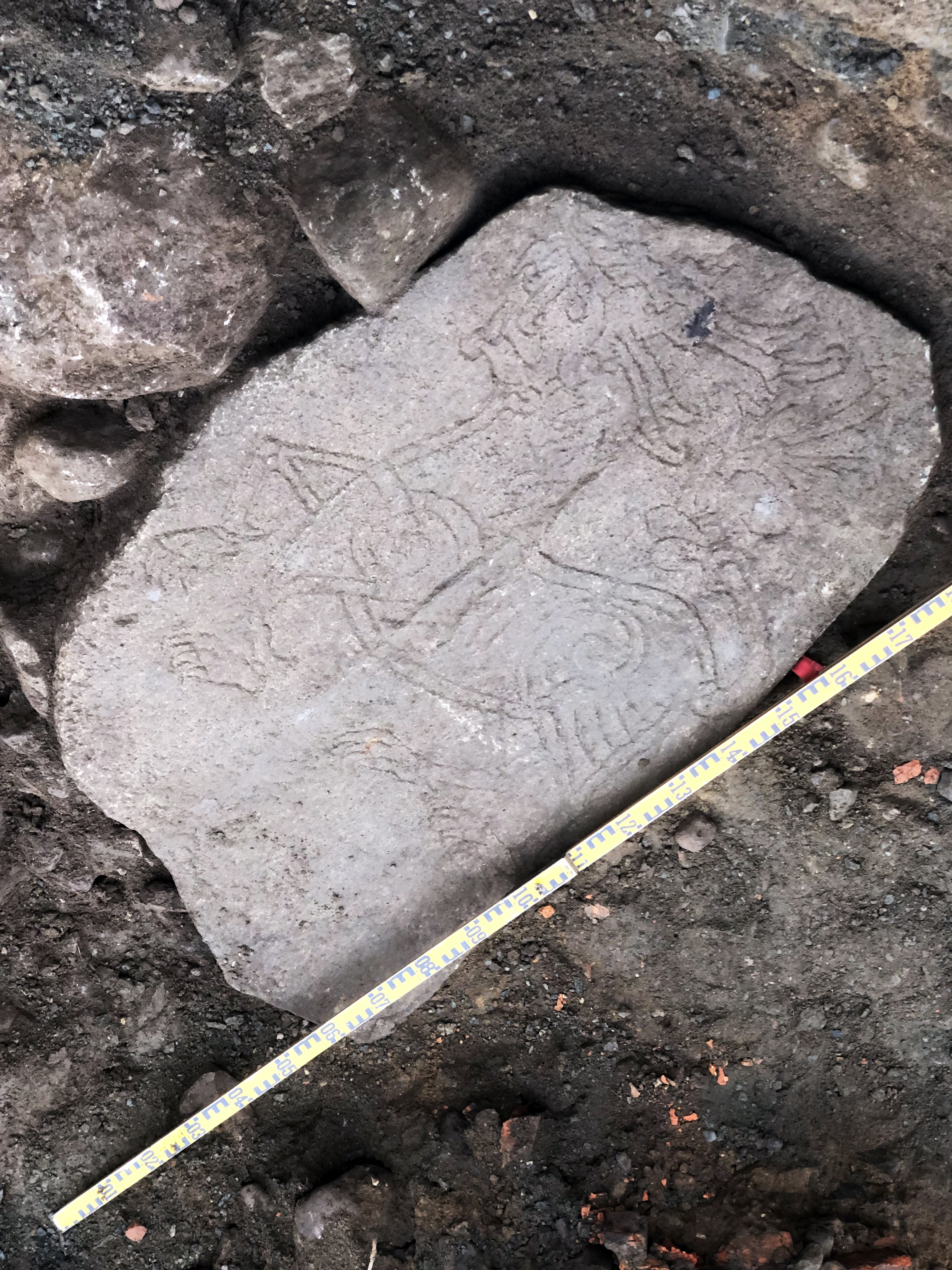
DR 285, odnaleziony w 2020 roku